# Воган (лунный кратер)
Во́ган (лат. Vaughan) — лунный ударный кратер, расположенный в южном полушарии на обратной стороне Луны. Он лежит к западу от кратера Максутов и к северу от кратера Нисина. Образование кратера относится к коперниковскому периоду.
Название кратера было утверждено Международным астрономическим союзом 16 октября 2019 года. Он назван в честь американской женщины-математика Дороти Воган (1910–2008).